# Bob Ringwald
Robert Scott „Bob“ Ringwald (* 26. November 1940 in Roseville, Kalifornien; † 3. August 2021) war ein US-amerikanischer Jazzmusiker (Piano, Gesang, auch Banjo), der in der Traditional-Jazz-Szene von Kalifornien aktiv war.

## Leben und Wirken
Ringwald galt in seiner Kindheit als blind und wurde als Jugendlicher völlig blind. Mit fünf Jahren begann er Klavierunterricht zu nehmen, das neben Gitarre und Banjo sein Hauptinstrument wurde, und mit 13 Jahren gründete er seine erste Band „The Rhythemaires“. Vier Jahre später, im Alter von 17 Jahren, begann er als professioneller Musiker in Nachtclubs aufzutreten, was für die nächsten sechs Jahrzehnte seine Tätigkeit blieb. Als Jugendlicher besuchte er die California School for the Blind in Berkeley. Nach ein paar Jahren kehrte er nach Citrus Heights zurück und besuchte die San Juan High School. Obwohl er sich zunächst zum Modern Jazz hingezogen fühlte und an lokalen Beatnik-Spots wie The Iron Sandal auftrat, war es die Musik von Louis Armstrong, die ihn dazu inspirierte, seinen musikalischen Schwerpunkt auf traditionellen Jazz zu legen. In den 1960er-Jahren trat er in Capone’s Chicago Tea Room und Pizza Joint auf, einem Club an der Fulton Avenue in Arden-Arcade, der von den Speak-Easies der 1920er-Jahre inspiriert wurde.
In den 1970er-Jahren spielte Ringwald, um seine inzwischen fünfköpfige Familie zu ernähren, an sieben Abenden in der Woche Klavier, darunter auch bei Turk Murphy im Earthquake Magoon’s in San Francisco. Er gründete die Fulton Street Jazz Band, die 1974 beim ersten Sacramento Jazz Festival auftrat, eine Veranstaltung, das er als Gründungs-Vorstandsmitglied mitorganisierte. Zu den vielen Bands, in denen er auftrat, gehören „Sugar Willie and the Cubes“, denen er 1968 beitrat; „The Great Pacific Jazz Band“, die er nach seinem Umzug nach Los Angeles in den 1980er Jahren gründete; und „The BoonDockers“, eine Comedy-Band, mit der er ursprünglich in den frühen 1960er Jahren gespielt hatte und mit der er Jahre später wieder vereint war. Während seiner Zeit in Los Angeles moderierte er auf KCSN-FM eine Rundfunksendung namens „Bob Ringwald’s Bourbon Street Parade“, in der er Jazzkünstler hauptsächlich aus seiner umfangreichen Plattensammlung vorstellte.
Mit seiner Bob Ringwald's Fulton Street Band nahm er ab den späten 1970er-Jahren mehrere Alben auf wie Diggin’ Gold (mit Ernie Carson), Sterling West Coast Sessions und Plays Haogy Carmichael. In seinen späteren Jahren wirkte er weiterhin an Aufnahmen von Jim Maihack with The Golden Gate Rhythm Machine, Phil Alvin, Mary Franklin & The Faultline Syncopators, Molly Ryan und Shanna Carlson. Im Bereich des Jazz war er laut Tom Lord zwischen circa 1978 und 2009 an 13 Aufnahmesessions beteiligt, zuletzt mit der Bob Schulz Frisco Jazz Band (Yellow Album).
Bob Ringwald war der Vater der Schauspielerin und Sängerin Molly Ringwald (* 1968).

## Diskographische Hinweise
- Molly Ringwald & Bob Ringwald's Fulton Street Jazz Band Molly Sings: I Wanna Be Loved By You (1975)
- Wild Bill Davison with The Fulton Street Jazz Band: Good Clean Fun (1979)
- Great Pacific Jazz Band: The Music of Louis Armstrong (1985), u. a. mit Zeke Zarchy, Bob Havens
- Fulton Street Jazz Band: Top Jazz Bands in the Desert 2005
- Bob Ringwald's Fulton Street Jazz Band with Special Guest Molly Ringwald (Mountain Girl Music, 2007)